# Adam Małysz
Adam Henryk Małysz (Wisła, 1977. december 3. –) olimpiai ezüst- és bronzérmes, négyszeres világbajnok lengyel síugró, négyszeres összetett világkupagyőztes. Lengyelországban háromszor választották meg az év sportolójának. Lutheránus vallású.

## Karrierje
Adam Małysz a „Wisła” Sportklub (Klub Sportowy Wisła) csapatánál kezdte a pályafutását, Jan Szturc volt az első edzője. Hamar felfedezték a tehetségét, már az 1991–92-es szezonban tagja lett a lengyel keretnek. Az 1995–1996-os idényben mutatkozott be a nemzetközi porondon. Az Iron Mountain versenyen harmadik lett, a Világkupában először az 1996–1997-es idényben indult és 610 pontot szerzett, amivel a 10. helyen végzett. A négysáncversenyen ebben az évben 8. lett. A következő idényben csak 43 pontot szerzett (57. helyezett volt az összetettben). Az 1998–1999-es idényben csak 58 pontja volt, amivel a 46. helyen végzett. Ezután már kezdte régi formáját idézni: 2000-ben 214 ponttal 28. lett.
A 2000–2001-es idényben meglepetésre első lett, a négysáncversenyt is ő nyerte – ezt azóta sem sikerült megismételnie. Ebben az évben összesen 11 versenyt nyert – még csak egyet kellett volna nyernie, hogy beállítsa Primoz Peterka vonatkozó rekordját –, és további három alkalommal állt dobogón. A lahti északisí-világbajnokságon aranyat nyert középsáncon, ezüstöt nagysáncon. A 2001–2002-es és a 2002–2003-as idényben is megvédte címét: megnyerte az összetett Világkupát, de harmadszori győzelmében már nagy szerepe volt – saját kitűnő idényvégi teljesítménye mellett – Sven Hannawald és Andreas Widhölzl formahanyatlásának is.
A 2002. évi téli olimpiai játékokon bronzérmet nyert középsáncon, ezüstöt nagysáncon. (A csapattal 6. lett.) A 2003-as északisí-világbajnokságon mind közép-, mind nagysáncon aranyérmet nyert.
A következő Síugró-világkupában nem tudta megvédeni a címét. Egyetlen versenyt sem nyert, és először január közepén, Zakopanéban állt dobogóra. Még további három második helyet szerzett, ezzel a 12. helyen végzett, és nagyjából semmi esélye nem volt megnyerni a sorozatot. Az év végén a 2004-es sírepülő-világbajnokságon 11. lett.
A következő szezonra összeszedte magát, de a fantasztikus formában lévő Janne Ahonen mögött nem volt reális esélye az első helyre. Két hónapig csak ő nyert versenyt a finnen kívül (december 11-én, Harrachovban), de a szapporói versenyen nem szerepelt, a obertsdorfi vb előtt így már Roar Ljökelsöy volt az első. A vb-n nem tudta megvédeni címét: csak 6. lett a középsáncon, a nagyon pedig 11. Az év végére a Skandináv Turnét megnyerő Matti Hautamäki is lehajrázta, Malysz 1201 ponttal a 4. helyen végzett.
A 2005–2006-os szezonban nem volt sok sikere: a négysáncversenyen csak 35. lett (csak kettőn indult, az edző hazaküldte formahanyatlás miatt), a torinói olimpián csak 7. lett normálsáncon és 14. a nagysáncon.
2006 nyarán harmadszor is megnyerte a Grand Prix-t Wolfgang Loitzl előtt, noha csak hét versenyen szerepelt a tízből.

## Eredményei

### Olimpiák
- Egyéni

- 1998 Nagano (Japán) – 51. helyezett (középsánc), 52. helyezett (nagysánc)
- 2002 Salt Lake City (USA) – bronzérem (K-90), ezüstérem (K-120)
- 2006 Torino (Olaszország) – 7. helyezett a normálsáncon (K-95), 14. helyezett a nagysáncon (K-125)
- 2010 Vancouver (Kanada) – ezüstérem (K-90), ezüstérem (K-120)

- Csapat

- 1998 Nagano (Japán) – 8. helyezett (Łukasz Kruczekkel, Wojciech Skupieńnel és Robert Matejával)
- 2002 Salt Lake City (USA) – 6. helyezett (Tomisław Tajnerrel, Tomasz Pochwałával és Robert Matejával)
- 2006 Torino (Olaszország) – 5. helyezett (Stefan Hulával, Kamil Stochhal és Robert Matejával)

### Északisí-világbajnokságok
- Egyéni

- 1995 Thunder Bay (Kanada) – 10. helyezett (középsánc), 11. helyezett (nagysánc)
- 1997 Trondheim (Norvégia) – 14. helyezett (középsánc), 36. helyezett (nagysánc)
- 1999 Ramsau (Ausztria) – 27. helyezett (középsánc), 37. helyezett (nagysánc)
- 2001 Lahti (Finnország) – aranyérem (K-90), ezüstérem (K-116)
- 2003 Predazzo (Olaszország) – aranyérem (K-95), aranyérem (K-120)
- 2005 Oberstdorf (Németország) – 6. helyezett (K-90), 12. helyezett (K-120)
- 2007 Szapporo (Japán) – aranyérem (K-90), 4. helyezett (K-120)
- 2011 Oslo (Norvégia) - bronzérem (K-90)

### Sírepülő-világbajnokságok
- 1996 Tauplitz/Bad Mitterndorf (Ausztria) – 14. helyezett
- 2000 Vikersund (Norvégia) – 16. helyezett
- 2002 Harrachov (Csehország) – 18. helyezett
- 2004 Planica (Szlovénia) – 11. helyezett
- 2006 Tauplitz/Bad Mitterndorf (Ausztria) – 20. helyezett
- 2008 Obersdorf (Németország) - 9. helyezett
- 2010 Planica (Szlovénia) – 4. helyezett

### Helyezései aSíugró-világkupában
- szezon 1994/1995: 51.
- szezon 1995/1996: 7.
- szezon 1996/1997: 10. (612)
- szezon 1997/1998: 56. (43)
- szezon 1998/1999: 46. (58)
- szezon 1999/2000: 28. (214)
- szezon 2000/2001: 1. (1531)
- szezon 2001/2002: 1. (1475)
- szezon 2002/2003: 1. (1357)
- szezon 2003/2004: 12. (525)
- szezon 2004/2005: 4. (1201)
- szezon 2005/2006: 9. (624)
- szezon 2006/2007: 1. (1453)
- szezon 2007/2008: 12. (632)
- szezon 2008/2009: 13. (549)
- szezon 2009/2010: 5. (842)
- szezon 2010/2011: 3. (1153)

### Győztes versenyei a Síugró Világkupában
1. Oslo/Holmenkollen – 1996. március 17.
2. Szapporo – 1997. január 14.
3. Hakuba – 1997. január 27.
4. Innsbruck – 2001. január 4.
5. Bischofshofen – 2001. január 6.
6. Harrachov – 2001. január 13.
7. Harrachov – 2001. január 14.
8. Salt Lake City – 2001. január 20.
9. Szapporo – 2001. január 27.
10. Szapporo – 2001. január 28.
11. Willingen – 2001. február 2.
12. Falun – 2001. március 7.
13. Trondheim – 2001. március 9.
14. Oslo/Holmenkollen – 2001. március 11.
15. Kuopio – 2001. november 23.
16. Titisee-Neustadt – 2001. december 1.
17. Villach – 2001. december 8.
18. Engelberg – 2001. december 16.
19. Val di Fiemme/Predazzo – 2001. december 22.
20. Val di Fiemme/Predazzo – 2001. december 22.
21. Zakopane – 2002. január 20.
22. Oslo/Holmenkollen – 2003. március 9.
23. Lahti – 2003. március 14.
24. Lahti – 2003. március 15.
25. Harrachov – 2004. december 11.
26. Tauplitz/Bad Mitterndorf – 2005. január 16.
27. Zakopane – 2005. január 29. (holtversenyben Roar Ljøkelsøyjel)
28. Zakopane – 2005. január 30.
29. Oslo/Holmenkollen – 2006. március 12.
30. Oberstdorf – 2007. január 27.
31. Titisee-Neustadt – 2007. február 3.
32. Titisee-Neustadt – 2007. február 4.
33. Lahti – 2007. március 11.
34. Kuopio – 2007. március 13.
35. Oslo/Holmenkollen – 2007. március 17.
36. Planica – 2007. március 23.
37. Planica – 2007. március 24.
38. Planica – 2007. március 25.
39. Zakopane – 2011. január 21.

### Dobogós helyei
| Síugró VK-szezon | 1. hely | 2. hely | 3. hely | összesen |  |
| 2006/2007        | 9       | -       | 4       | 13       |  |
| 2005/2006        | 1       | -       | 1       | 2        |  |
| 2004/2005        | 4       | 2       | 3       | 9        |  |
| 2003/2004        | -       | 4       | -       | 4        |  |
| 2002/2003        | 3       | 3       | 4       | 10       |  |
| 2001/2002        | 7       | 5       | 2       | 14       |  |
| 2000/2001        | 11      | 2       | 1       | 14       |  |
| 1999/2000        | -       | -       | -       | -        |  |
| 1998/1999        | -       | -       | -       | -        |  |
| 1997/1998        | -       | -       | -       | -        |  |
| 1996/1997        | 2       | 1       | 1       | 4        |  |
| 1995/1996        | 1       | 2       | 1       | 4        |  |
| összesen         | 38      | 19      | 17      | 74       |  |

### Sáncrekordjai
- Garmisch-Partenkirchen K-115 (Németország)- 129,5 m – 2001. január 1.
- Trondheim K-120 (Norvégia)- 138,5 m – 2001. március 9.
- Lahti K-90 (Finnország)- 98 m – 2002. február 29.
- Val di Fiemme/Predazzo K-120 (Olaszország)- 136 m – 2003. február 27.
- Val di Fiemme/Predazzo K-95 (Olaszország)-107,5 m – 2003. február 28.
- Karpacz, Orlinek K-85 (Lengyelország) – 94,5 m – 2004. január 29.
- Titisee-Neustadt, Hochfirstschanze K-125 (Németország) – 145 m – 2007. február 3.

### Helyezései anégysánc-versenyen
- 1997 – 8.
- 1998 – 30.
- 1999 – 43.
- 2000 – 31.
- 2001 – 1.
- 2002 – 4.
- 2003 – 3.
- 2004 – 15.
- 2005 – 4.
- 2006 – 35. (csak két versenyen indult)
- 2007 – 7.

### Dobogós helyezései anégysánc-versenyeken
Oberstdorf:
- 2004 – 3. hely
- 2006 – 3. hely

Garmisch-Partenkirchen:
- 2001 – 3. hely
- 2002 – 3. hely
- 2003 – 2. hely

Innsbruck:
- 2001 – 1. hely
- 2002 – 2. hely
- 2005 – 2. hely

Bischofshofen:
- 1997 – 2. hely
- 2001 – 1. hely

### Helyezései a Skandináv Turnén
- 2001 – 1.
- 2002 – 2.
- 2003 – 1.
- 2006 – 5.
- 2007 – 1.

### Helyezései a nyáriGrand Prix-ken
- 1995 – 66.
- 1996 – 6.
- 1997 – 21.
- 1999 – 54.
- 2000 – 19.
- 2001 – 1.
- 2002 – 10.
- 2003 – nem indult
- 2004 – 1.
- 2005 – 42.
- 2006 – 1.

### Győztes versenyei a Grand Prix-n
- 1. Hinterzarten (Németország) – 2001. augusztus 17.
- 2. Hinterzarten (Németország) – 2004. július 31.
- 3. Courchevel (Franciaország) – 2004. augusztus 21.
- 4. Zakopane (Lengyelország) – 2004. szeptember 4.
- 5. Val di Fiemme/Predazzo (Olaszország) – 2004. szeptember 8.
- 6. Val di Fiemme/Predazzo (Olaszország) – 2006. augusztus 8.
- 7. Zakopane (Lengyelország) – 2006. augusztus 26.
- 8. Klingenthal (Németország) – 2006. szeptember 30.
- 9. Oberhof (Németország) – 2006. október 3.

### Helyezései a lengyel felnőttbajnokságokon
- 1993 Zakopane, Średnia Krokiew – 14.
- 1994 Zakopane, Wielka Krokiew – 2.; Średnia Krokiew – 1.
- 1995 Zakopane, Wielka Krokiew – 1.
- 1996 Zakopane, Średnia Krokiew – 2.; Wielka Krokiew – 1.
- 1997 Wisła, Malinka – 1.
- 1998 nem indult
- 1999 Zakopane, Średnia Krokiew – 1.; Wielka Krokiew – 3.
- 2000 Zakopane, Średnia i Wielka Krokiew – 1.
- 2001 nem indult
- 2002 Zakopane, Średnia Krokiew – 1.
- 2002 Zakopane, Wielka i Średnia Krokiew – 1.;
- 2003 Szczyrk, Skalite – 1.
- 2004 Karpacz, Orlinek – 1.; Zakopane, Wielka Krokiew – 1.
- 2005 Szczyrk, Skalite – 1.; Zakopane, Wielka Krokiew – 1.
- 2006 Zakopane, Wielka Krokiew – 2; Zakopane, Średnia Krokiew – 1
- 2007 Szczyrk, Skalite – 1.

18 lengyel bajnokságot nyert.

## Kitüntetései

### Helyezései az Év Sportolója-szavazáson
- 2001 –  1. hely
- 2002 –  1. hely
- 2003 –  1. hely
- 2004 –  5. hely
- 2005 – 12. hely

## Edzői
- 1994 októberétől 1999. január 6.ig – Pavel Mikeska, Piotr Fijas
- 1999. január 10-étől 1999. június 30-áig – Piotr Fijas, Jan Szturc
- 1999. július 1-jétől 2004. június 30-áig – Apoloniusz Tajner, Piotr Fijas
- 2004-től – Heinz Kuttin, Łukasz Kruczek
- 2006-tól – Hannu Lepistoe, Łukasz Kruczek

## Könyvek Adam Małyszról
1. Stanowski Andrzej, Zdebska Halina, Małysz: Bogu dziękuję, Wydawnictwo Biały Kruk, Kraków 2001
2. Kurzajewski Maciej, Szczęsny Sebastian, Moje życie. Adam Małysz, Wydawnictwo M, Kraków 2004